# Inspot
L'inspot è uno strumento della pubblicità televisiva che consiste in una sovrimpressione con animazione della durata di pochi secondi inserita all'interno di un programma, in genere nella fascia inferiore dello schermo (cosiddetta "sottopancia").

## Uso degli inspot sulle reti televisive italiane
Dopo un periodo di rodaggio per la promozione dei programmi, Mediaset ha iniziato a venderli agli sponsor. Primo avvistamento pubblicitario: 30 dicembre 2006 alle 21:40 su Rete 4 all'interno della serie televisiva Bones, peraltro già interrotta come al solito da due pause pubblicitarie. È chiamato anche elevator, termine usato soprattutto da Sky Italia, o inlogo, dalle reti Mediaset.
Ora è utilizzato regolarmente anche da Rai e Sky. Ufficialmente l'Agcom dichiara che "sta monitorando anche le nuove forme di pubblicità".
L'Autorità per le Garanzie nelle Comunicazioni ha emanato una comunicazione interpretativa a chiarimento della disciplina della pubblicità televisiva. In particolare "per le sovrimpressioni animate (Inspot, o InLogo) che vengono diffuse in contemporaneità e sovrapposizione rispetto ai programmi in cui sono inserite, l'Autorità chiarisce che le stesse possono essere legittimamente trasmesse, ma nella misura in cui risultino finalizzate alla diffusione di messaggi pubblicitari, esse sono soggette al medesimo trattamento normativo degli altri messaggi pubblicitari, per l’identificabilità del messaggio, l'assoggettamento ai limiti di affollamento orario e giornaliero, e per il posizionamento e il distanziamento temporale rispetto agli altri eventi pubblicitari". In altre parole, se vengono utilizzati gli Inspot, devono essere ridotte le interruzioni pubblicitarie tradizionali.